# Stieg Trenter

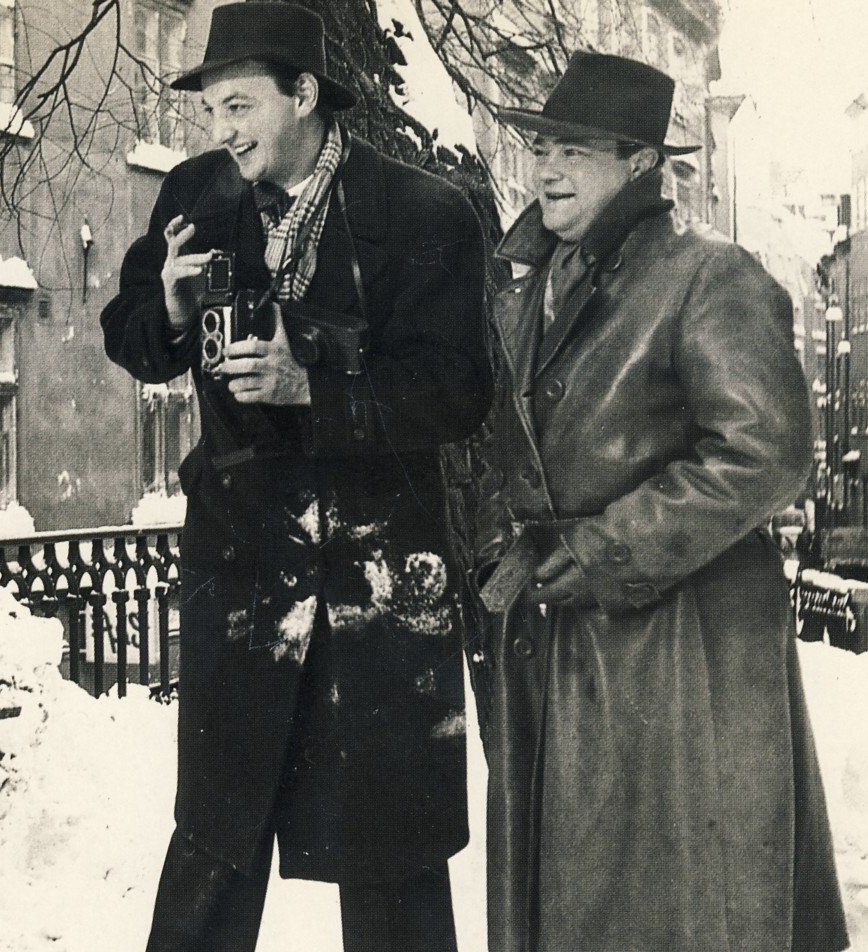
Stig Trenter (rechts) mit Fotograf K. W. Gullers.

Stieg Ivar Trenter (* 14. August 1914 in Brännkyrka (Stockholms län); † 4. Juli 1967 in Stockholm) war ein schwedischer Journalist und Kriminalschriftsteller.

## Leben
Seine erste Novelle schrieb Trenter mit siebzehn Jahren und seine erste Zeitungsreportage 1935 als Kriegsberichterstatter in Abessinien. Bis 1936 war Trenters Name Stig Johansson. Der berühmte Kriminalroman E. C. Bentleys Trent's Last Case inspirierte ihn, später seinen Namen zu ändern und unter einem Pseudonym zu schreiben. 1943 gab er die Journalistenlaufbahn auf und widmete sich nun vollständig dem Schreiben von Kriminalromanen. 1960 heiratete er die Schriftstellerin Ulla Trenter. Die ersten 22 Bücher hat Stieg Trenter allein geschrieben, die letzten in Zusammenarbeit mit seiner Frau.
Seine Romane spielen zum großen Teil im Stockholmer Milieu. Die Hauptpersonen seiner Romane sind der Fotograf Harry Friberg und sein Kompagnon Kriminalintendant Vesper Johnson. Der Freund und Fotograf Karl Werner Gullers (1916–1978) liegt der Figur Friberg zugrunde. Nach dem Tod Trenters setzte seine Frau die Geschichte Fribergs und Johnsons unter eigenem Namen fort. Diese Bücher erreichten aber nie das Format der Romane ihres Mannes.
Übersetzungen seiner Werke erschienen in Frankreich, Spanien, Dänemark, Norwegen, Finnland und Deutschland.

## Preise und Auszeichnungen
- 1956 Sherlock-Preis für Narr på nocken

## Werke
Kriminalromane
- Ingen kan hejda döden. 1943.
- Som man ropar... 1944.
- Farlig  fåfänga. 1944.
- I dag röd... 1945.
- Lysande landning. 1946.
- Det kom en gäst. 1947.
- Tragiskt telegram. 1947.
  - deutsche Übersetzung: Das geheimnisvolle Telegramm. Verlag Pegasus, Wetzlar 1960.
- Träff i helfigur. 1948.
- Eld i håg. 1949.
- Lek lilla Louise. 1950.
- Ristat i sten. 1952.
  - deutsche Übersetzung: Runen in Granit. Goldmann, München 1963.
- Gamla stan. 1953.
- Aldrig Näcken. 1953.
- Roparen. 1954.
  - deutsche Übersetzung: Der Mord auf Kastellholmen. Verlag Pegasus, Wetzlar 1960.
- Tiga är silver. 1955.
- Narr på nocken. 1956.
- Kalla handen. 1957.
  - deutsche Übersetzung: Der Tanz der kleinen Fische. Goldmann, München 1963.
- Springaren. 1958.
  - deutsche Übersetzung: Was geschah in Gustafsberg? Goldmann, München 1963.
- Dockan till Samarkand. 1959.
  - deutsche Übersetzung: Eine Puppe für Samarkand. Neuer Europa-Verlag, Leipzig 2006, ISBN 978-3-86695-820-3 (früherer Titel: Die rote Perücke).
- Skuggan. 1960.
  - deutsche Übersetzung: Abenteuer in Kopenhagen. Goldmann, München 1963.
- Färjkarlen. 1961.
  - deutsche Übersetzung: Nachts auf dem Fährschiff. Goldmann, München 1962.
- Sturemordet. 1962.
- Flickan som snavade på guldet och andra detektivberättelser. 1962.
- Dvärgarna. 1963.
- Guldgåsen. 1964.
- Tolfte Knappen. 1965.
- Sjöjungfrun. 1966.
- Rosenkavaljeren. 1967.
- De döda fiskarna och andra spänningsberättelser. 2001.
- Minnen för miljoner. 2007.

Anderes
- Die Altstadt von Stockholm. Norstedt, Stockholm 1953 (zusammen mit K. W. Gullers).
- Stieg Trenters Stockholm. Bonnier, Stockholm 1995, ISBN 91-0-056178-9.